# Festival d'Aix-en-Provence

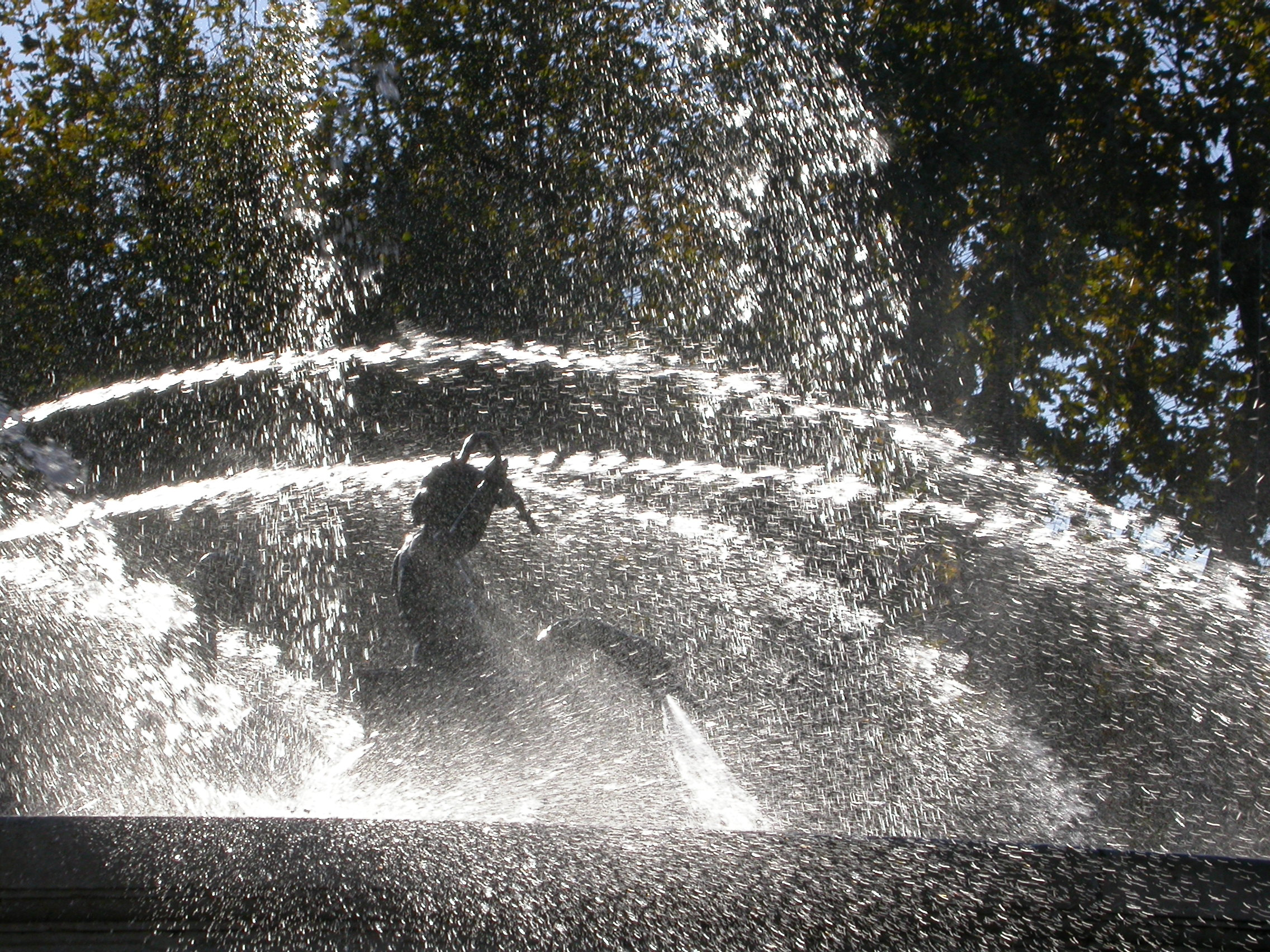
Fontaine de la Rotonde

Il Festival International d'Art Lyrique d'Aix-en-Provence è un festival musicale internazionale annuale che si tiene ogni estate ad Aix-en-Provence, principalmente nel mese di luglio. Dedicato principalmente all'opera, comprende anche concerti di musica strumentale orchestrale, da camera, vocale e solista.

## Fondazione
Il primo festival ebbe luogo nel luglio 1948. Fu fondato dalla contessa Lily Pastré, che coprì l'intero costo nel 1948. Era composto da tre o quattro concerti nella cour de l'Archevêché, un concerto nella Cattedrale di Aix, e sei altri concerti e recital in varie località della città. Un'opera fu aggiunta a questi concerti, Così fan tutte di Mozart, un'opera praticamente sconosciuta all'epoca dai francesi. Tuttavia, non fu che fino al 1949 che il festival diventò un successo con la sua produzione di Don Giovanni.
Dall'inizio fino al 1974, il festival fu diretto da Gabriel Dussurget che dedicò molta attenzione agli aspetti artistici e dettagliati delle produzioni, che a loro volta attirarono molta attenzione al festival.
Nel 1970 Mstislav Rostropovich eseguì in anteprima Tout un monde lointain... di Henri Dutilleux, ora considerato una delle più importanti aggiunte al festival al repertorio di violoncello del XX secolo.
Sotto la direzione di Bernard Lefort dal 1974 al 1982, il Festival si dedicò all'opera belcantistica e, in generale, alla celebrazione della voce. Le interpretazioni di opere dell'Ottocento di Verdi e Donizetti furono date dalle stelle regnanti del bel canto come Montserrat Caballé, José Carreras, Marilyn Horne e Katia Ricciarelli e il Festival si diffuse in tutta la città.
Dal 1982 un ampliamento del repertorio per includere opere barocche e moderne (Britten e Prokofiev, in particolare) caratterizzò l'era del regista Louis Erlo, che diede la preferenza a Mozart mettendo in scena nuove produzioni delle sue opere più famose, ma anche le prime opere. scritte nella giovinezza del compositore.
Nel 1998 Stéphane Lissner rilevò il Festival, completando una ristrutturazione completa del Théâtre de l'Archevêché e diventando così il cuore del Festival. Furono commissionate nuove opere, la più recente nel 2005 con Julie del compositore belga Philippe Boesmans, tratto da Miss Julie di Strindberg.
Nel 2006 il festival presentò concerti, opere e master class. Tra questi c'era L'oro del Reno di Wagner diretto da Sir Simon Rattle con Sir Willard White nei panni di Wotan; Il flauto magico di Mozart, diretto da Daniel Harding; L'italiana in Algeri di Rossini; la Berliner Philharmoniker con la Sinfonia n. 5 di Mahler e Pierre Boulez, direttore d'orchestra ed anche al pianoforte e opere di Henry Purcell.

## Locali degli spettacoli
Le esibizioni sono date in una varietà di luoghi, tra cui:
- il Théâtre de l'Archevêché, nel cortile dell'ex palazzo arcivescovile
- il Grand Théâtre de Provence, inaugurato nel 2007
- il Jeu de Paumes, un teatro restaurato del XVIII secolo
- il cortile dell'Hôtel Maynier d'Oppède
- il Théâtre du Grand Saint-Jean, nel parco di un castello vicino ad Aix